# Mamotom
Mamotom je uređaj za vakuum asistiranu biopsiju dojke koji koristi vizuelno navođenje u vidu rendgena, ultrazvuka i/ili MRI za izvođenje biopsije dojke. Biopsija pomoću Mamotoma može se izvesti vanbolnički uz upotrebu lokalnog anestetika, uklanjajući samo malu količinu zdravog tkiva i ne zahteva šavove jer je rez veoma mali.